# Distrito de Chuquibambilla
El Distrito de Chuquibambilla es uno de los catorce distritos de la Provincia de Grau  ubicada en el departamento de Apurímac, bajo la administración del Gobierno regional de Apurímac, en el sur del Perú.
Desde el punto de vista jerárquico de la Iglesia católica forma parte de la Diócesis de Abancay la cual, a su vez, pertenece a la Arquidiócesis de Cusco.

## Historia
El distrito fue creado en los primeros años de la República.

## Geografía
La ciudad de Chuquibambilla se encuentra ubicada en los Andes Centrales. El distrito se encuentra ubicado a 3337 metros sobre el nivel del Mar, el clima es variable, según pisos ecológicos, que Oscila entre 3,000 y 4,645 m s. n. m. Dentro de su geografía se encuentran importantes comunidades, como Upiro, Chapimarca, campanayoc, ccotro Roncohuasi ,pata pata, marquecca, chise, Cotaharcay este último con sus atractivos turísticos como la pintura rupestre de Pintascca y el bosque de piedras de cconaya.

## Autoridades

### Municipales
- 2023-2026:[3]
  - Alcalde: Luis Alberto Warthon Quintanilla.
  - Regidores: Renée Tuero Cabrera, María Meza León, Estanislao Tomaylla Urpi, Janeth Bernales Sotomayor y Marcelino Bazán Salcedo.

## Festividades
- Carnavales.
- Virgen de la Asunción.
- Señor de la Exaltación.